# Global Marijuana March

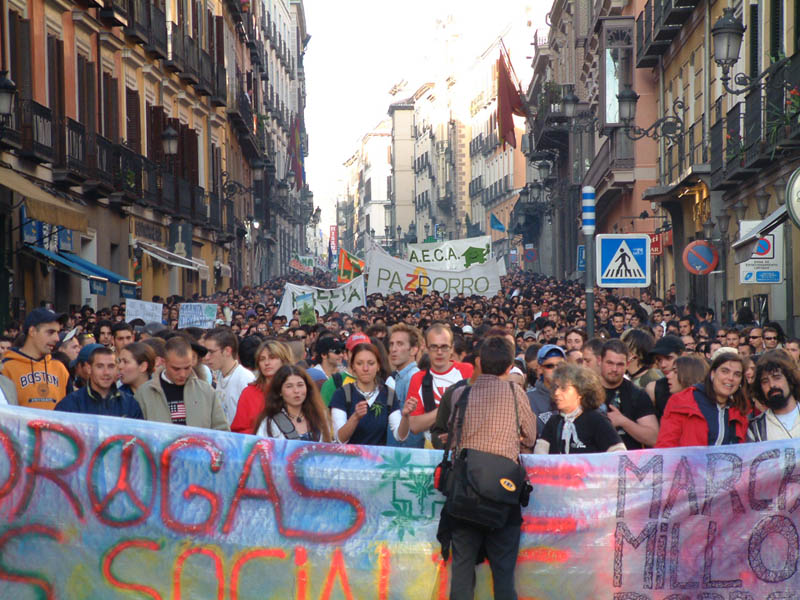
Mars van een miljoen joints (La Marcha del Millón de Porros) in Madrid, mei 2004

De Global Marijuana March (GMM) is een reeks activiteiten die jaarlijks onder verschillende namen over de hele wereld plaatsvindt. De activiteiten omvatten demonstraties, discussiebijeenkomsten, concerten en festivals. Het centrale thema is de cannabiscultuur. Sinds de eerste Million Marijuana March (MMM) in 1999 hebben in 600 steden wereldwijd dergelijke activiteiten plaatsgevonden.

De bijeenkomsten vinden tevens plaats onder de namen World Cannabis Day, Cannabis Liberation Day, Global Space Odyssey, Ganja Day, J Day, Million Blunts March.
In Nederland organiseert het Verbond voor Opheffing van het Cannabisverbod (VOC) sinds 2009 elk jaar een Cannabis Bevrijdingsdag in Amsterdam. 